# چمن‌زارهای بهشت
چمن‌زارهای بهشت (به انگلیسی: The Pastures of Heaven) نام مجموعه‌داستان پیوسته‌ای از جان استاینبک است. این کتاب را پرویز داریوش به فارسی برگردانده است.

## ترجمه به فارسی
این مجموعه داستان به زبان فارسی ترجمه شده و با مشخصات زیر به چاپ رسیده است:
- چ‍م‍ن‌زاره‍ای‌ ب‍ه‍ش‍ت‌، ت‍رج‍مۀ پ‍روی‍ز داری‍وش‌، ت‍ه‍ران‌: ام‍ی‍رک‍ب‍ی‍ر: مؤسسۀ انتشارات فرانکلین‏‫، ۱۳۳۴.
- چ‍م‍ن‌زاره‍ای‌ ب‍ه‍ش‍ت‌، ترجمۀ نازنین فتح‌اللهی بریس، ‏‫تهران‬‏‫: انتشارات ناژ‬‏‫‬، ۱۳۹۶.
- دشت بهشت، ترجمۀ اسدالله امرایی، تهران: افق‏‫، ۱۳۹۷.
- سبزه‌زارهای بهشت، ترجمۀ مهرداد وثوقی، تهران: مروارید‏‫‬، ۱۳۹۴.